# Triboltingen
Triboltingen (toponimo tedesco) è una frazione di 381 abitanti del comune svizzero di Ermatingen, nel Canton Turgovia (distretto di Kreuzlingen).

## Geografia fisica
Triboltingen si affaccia sul lago di Costanza (Untersee).

## Storia

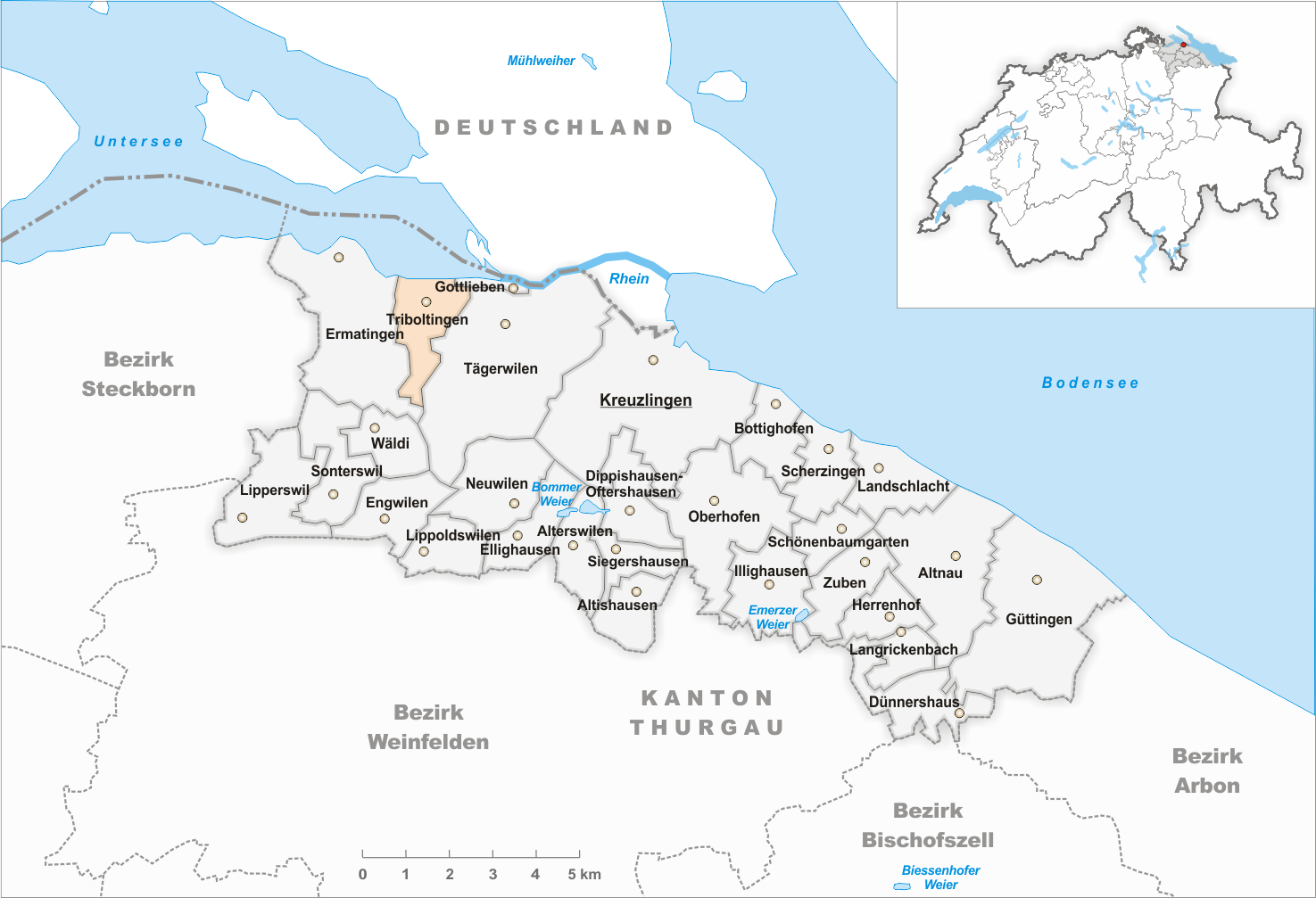
Il territorio del comune di Triboltingen prima degli accorpamenti comunali del 1975

Già comune autonomo che si estendeva per 2,54 km², nel 1975 è stato accorpato al comune di Ermatingen.

## Monumenti e luoghi d'interesse

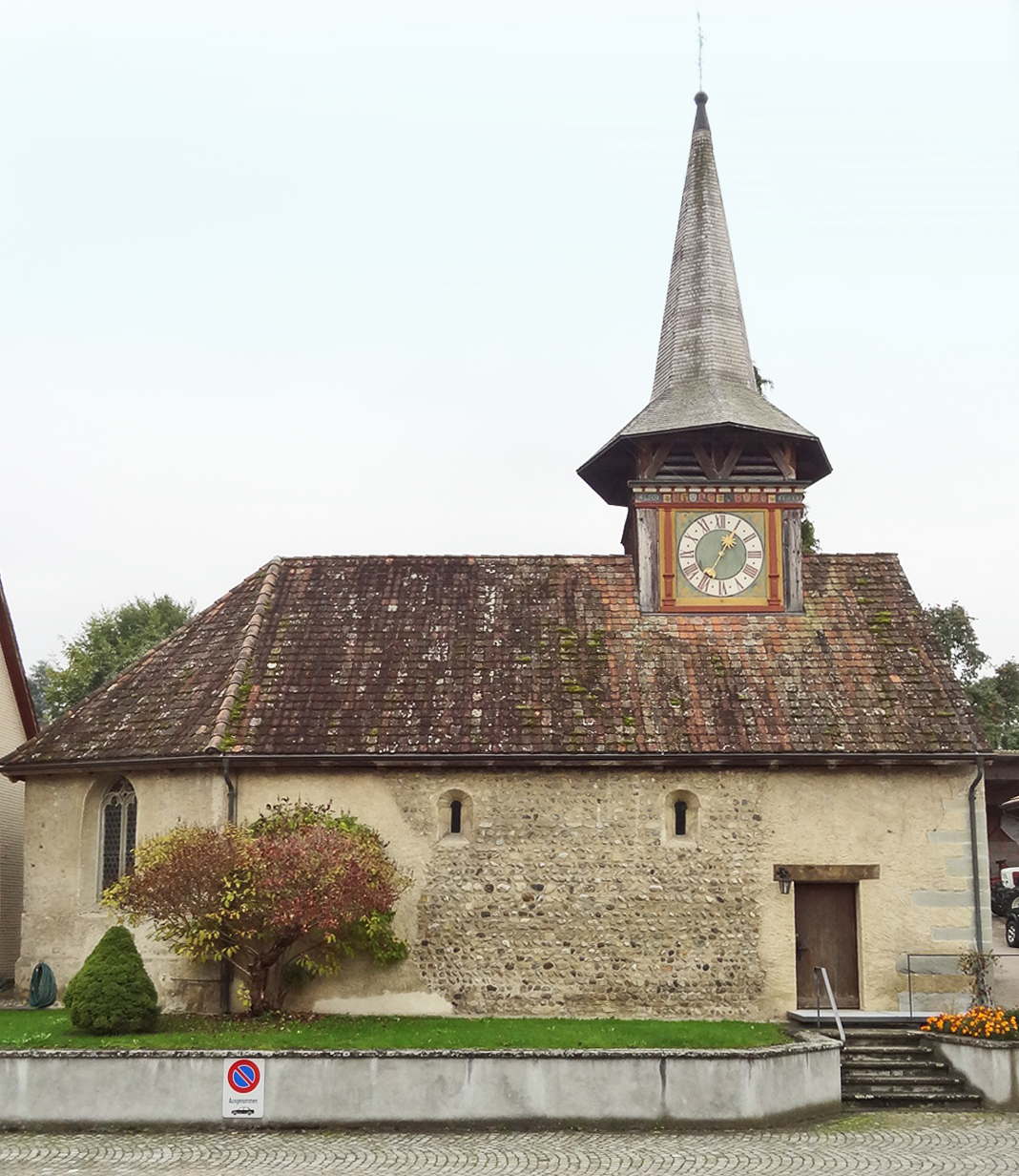
La cappella di San Nicola

- Cappella di San Nicola, eretta nel XIII secolo[1].

## Società

### Evoluzione demografica
L'evoluzione demografica è riportata nella seguente tabella:
Abitanti censiti

## Amministrazione
Ogni famiglia originaria del luogo fa parte del cosiddetto comune patriziale e ha la responsabilità della manutenzione di ogni bene ricadente all'interno dei confini della frazione.

## Infrastrutture e trasporti
Triboltingen è servito dall'omonima stazione sulla ferrovia Sciaffusa-Rorschach.